# Erbach (Hunsrück)
Erbach település Németországban, Rajna-vidék-Pfalz tartományban. Lakosainak száma 289 fő (2023. december 31.).

## Népesség
A település népességének változása:
| Lakosok száma | 205  | 286  | 283  | 280  | 279  | 289  |
|               | 1975 | 2017 | 2019 | 2021 | 2022 | 2023 |